# Elz, Hessen
Elz är en kommun och ort i Landkreis Limburg-Weilburg i Regierungsbezirk Gießen i förbundslandet Hessen i Tyskland. Den tidigare kommunen Malmeneich uppgick i Elz 31 december 1971.